# Esqueleto humano
El esqueleto humano es el conjunto de huesos que proporciona al cuerpo humano su estructura. En el adulto consta de 206 huesos, aunque diferentes autores dependiendo de sus propias consideraciones, citan hasta 219. Está formado por tejido óseo y tejido cartilaginoso. Representa alrededor del 12 % del peso total del cuerpo humano, por lo tanto, el esqueleto de una persona de 75 kilogramos pesa 9 kilogramos. Los huesos se unen entre sí mediante articulaciones y están estrechamente unidos a ligamentos, tendones, y músculos. El esqueleto, también llamado sistema esquelético o sistema óseo, forma el aparato locomotor, junto con el sistema muscular. Se divide en dos partes principales: el esqueleto axial y el esqueleto apendicular. El esqueleto axial forma el núcleo central del cuerpo e incluye la columna vertebral, la caja torácica, el cráneo y otros huesos asociados. El esqueleto apendicular, conectado al esqueleto axial, está compuesto por la cintura escapular, la cintura pélvica y los huesos de las extremidades superiores e inferiores. El esqueleto humano desempeña cinco funciones principales: proporcionar soporte, permitir el movimiento, ofrecer protección, producir células sanguíneas, almacenar minerales y contribuir a la regulación de los niveles de calcio y fosfato en la sangre.

## Divisiones
El esqueleto humano se divide en dos partes: 
- Esqueleto axial, formado por el cráneo, columna vertebral, costillas y esternón. Consta de 80 huesos.
- Esqueleto apendicular, formado por los huesos de los miembros superiores e inferiores junto con las cinturas escapular y pelviana. Consta de 126 huesos.[5]

## Funciones
El esqueleto tiene varias funciones:
1. Sostén mecánico y mantenimiento postural: El esqueleto funciona como una estructura rígida que da forma al organismo, mantiene la morfología corporal y hace posible la posición bípeda.
2. Movimiento: Las uniones entre dos huesos adyacentes (articulaciones) hacen posible los movimientos corporales, además los huesos sirven como lugar de inserción a los tendones de los músculos.
3. Protección: El esqueleto actúa en muchos casos como protección de los órganos internos. De esta forma los huesos que forman el cráneo protegen el encéfalo, las vértebras de la columna vertebral sirven de protección a la médula espinal y las costillas evitan que se produzcan daños en los pulmones, el corazón y los grandes vasos sanguíneos del tórax.
4. Almacén metabólico: Funciona como moderador de la concentración e intercambio de sales de calcio y fosfato.
5. Producción de células sanguíneas: Tiene lugar en la médula ósea roja que se encuentra en el interior de algunos huesos.[6]

## Estructura de los huesos

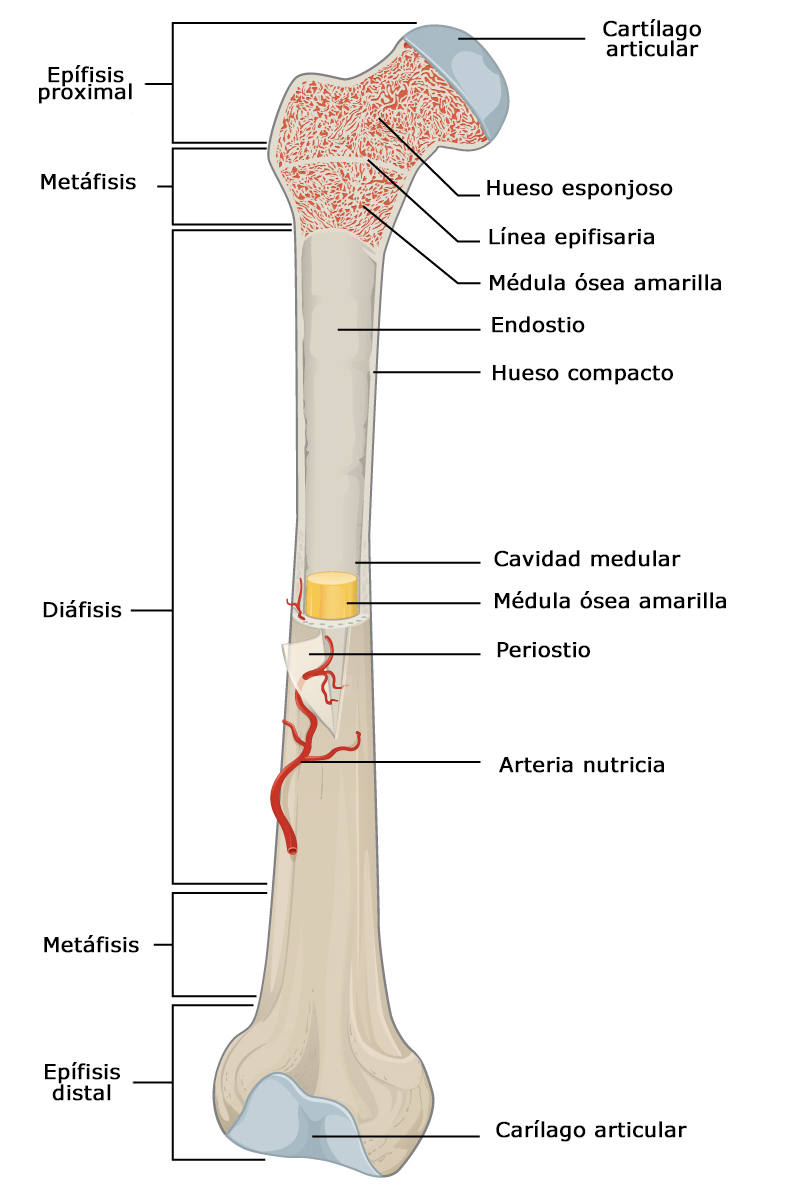
Estructura de un hueso largo.

Los huesos que forma el esqueleto constan de varias partes:
- Diáfisis. Se llama diáfisis a la porción central o cuerpo de los huesos largos.
- Epífisis. Se llama epífisis a cada uno de los extremos de los huesos largos.
- Metáfisis. Se llama metáfisis a una zona intermedia de los huesos largos que está situada entre la zona central (diáfisis) y los extremos (epífisis).
- Cartílago articular. Es una estructura formada por tejido cartilaginoso que se interpone entre los extremos de dos huesos adyacentes, permitiendo el deslizamiento de las superficies en contacto gracias a que presenta un coeficiente de fricción muy bajo. No tiene vasos sanguíneos y se nutre a través de las moléculas del líquido sinovial que penetran en su superficie. Está formado por células especializadas llamadas condrocitos y una matriz extracelular compuesta por fibras de colágeno tipo II.[9]
- Periostio. Membrana de tejido conectivo fibrosa y resistente que cubre los huesos por su superficie externa.
- Cavidad medular. Es un espacio sin tejido óseo ubicado en la zona central de la diáfisis de los huesos largos. La cavidad medular esta rellena por médula ósea amarilla, tejido formado por células adiposas que almacenan importantes cantidades de triglicéridos que suponen una reserva energética. No debe confundirse la médula ósea amarilla con la médula ósea roja, también presente en los huesos, que tiene la función de producir las células sanguíneas.
- Endostio. Membrana delgada del tejido conjuntivo que tapiza la superficie interior de la cavidad medular de los huesos largos.[10][11]

## Tipos de huesos

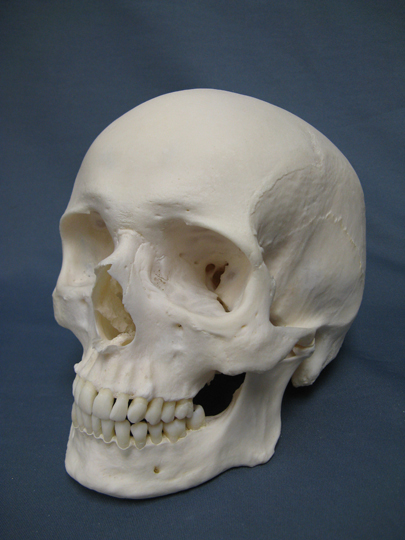
La bóveda del cráneo está formada por huesos planos.

Los huesos del esqueleto humano pueden dividirse en varios tipos dependiendo de su forma:
- Huesos largos. Predomina la longitud sobre otras dimensiones como ocurre con los principales huesos de las extremidades: fémur, tibia, peroné, húmero, cúbito y radio.
- Huesos cortos. No predomina ninguna de las dimensiones sobre las restantes, su forma es más o menos cúbica. Por ejemplo los pequeños huesos que forman el carpo en la muñeca y el tarso en el tobillo.[14]
- Huesos planos. Por ejemplo los huesos que forman la bóveda del cráneo.
- Huesos irregulares. Por ejemplo las vértebras que forman la columna vertebral.
- Huesos sesamoideos. Son pequeños huesos accesorios que se presentan en diversas localizaciones, generalmente en las proximidades de los tendones, sobre todo en manos y pies. Reciben su nombre porque la forma puede recordar a la de la semilla del sésamo.

## Articulaciones

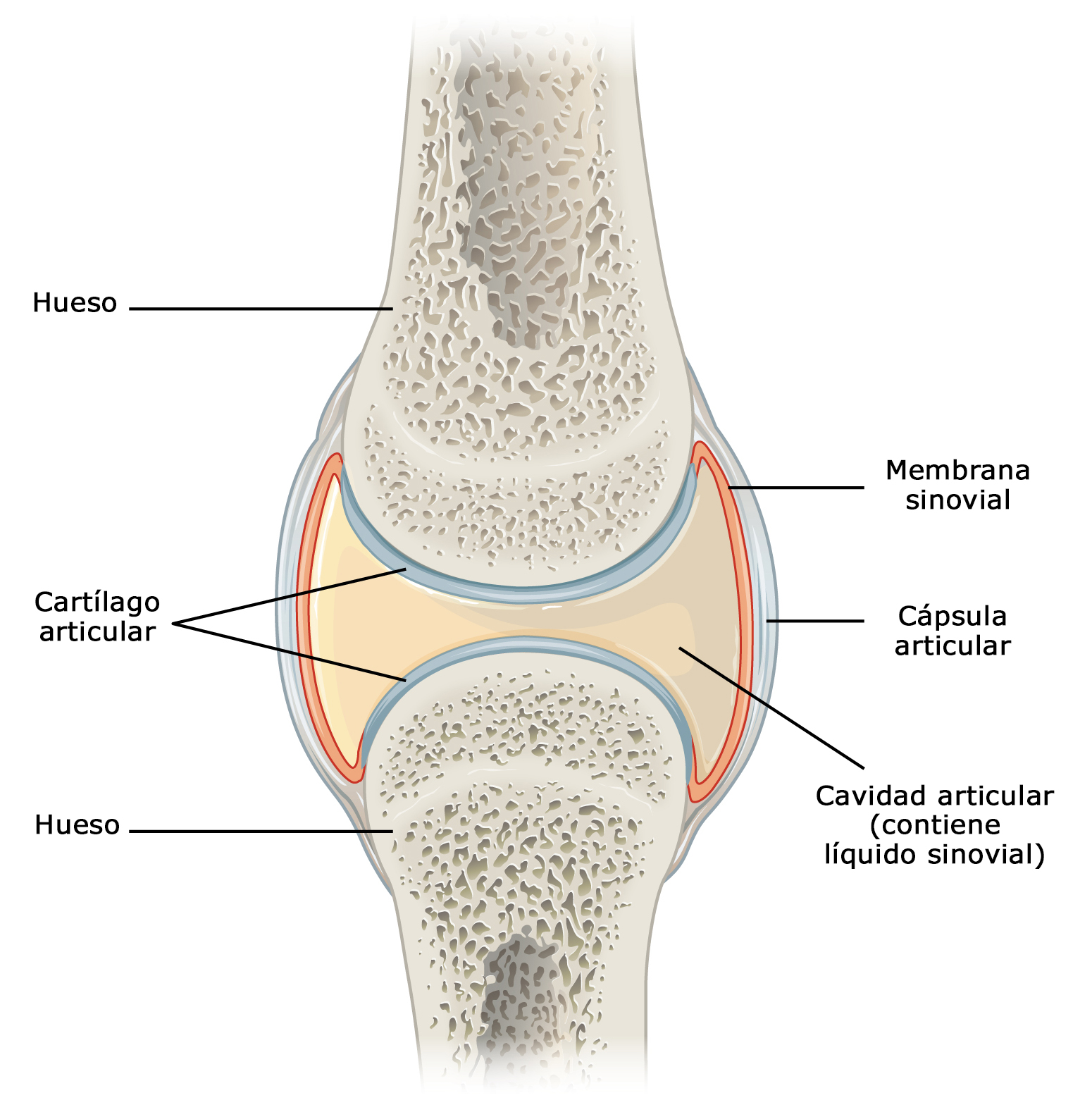
Articulación sinovial.

Constituyen el lugar de unión entre 2 huesos. Son imprescindibles para que exista movilidad, si no existieran articulaciones el esqueleto sería una estructura rígida y el movimiento muy limitado o imposible.
Existen varios tipos de articulaciones, algunas hacen posible una amplia variedad de movimiento en todas direcciones como la articulación del hombro, otras solo permiten un tipo de movimiento como la articulación del codo. Algunas son fijas como las que se establecen entre los huesos que forman el cráneo que no permiten ningún movimiento (sinartrosis).
Las articulaciones con amplia movilidad reciben el nombre de articulaciones sinoviales o diartrosis, se caracterizan porque los extremos de los huesos están firmemente unidos mediante una cápsula articular. En el interior de la articulación existe un espacio libre que está relleno por el líquido sinovial. Este tipo de articulaciones son las que existen en las extremidades (hombro, rodilla, codo, etc.).

## Número de huesos

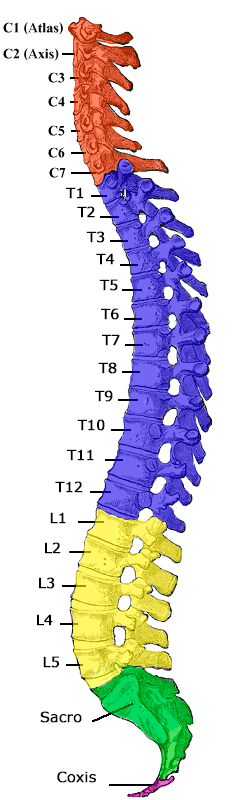
La columna vertebral consta de 26 huesos.

El número de huesos que forman el esqueleto de un adulto humano es 206, sin contar los pequeños huesos sesamoideos ni los huesos suturales o supernumerarios que algunas personas tienen en el cráneo. En la infancia el número de huesos es superior, pues algunos se sueldan durante el proceso del desarrollo, esto ocurre con los huesos de la pelvis (ilion, isquion y pubis) que se sueldan en el adulto originando el hueso coxal, también el coxis está formado por la fusión de 3 o 4 pequeñas vértebras. En algunos textos se considera el hueso del estribo situado en el oído medio como dos unidades independientes (lenticular y estribo) por lo que se da la cifra de 208 huesos. En un porcentaje importante de la población las pequeñas vértebras coxígeas no se sueldan totalmente y permanecen independientes, también pueden existir una o dos costillas supernumerarias en la última vértebra cervical (costillas cervicales). Todas estas consideraciones y algunas más hacen que el recuento total de huesos del esqueleto humano no sea tan fácil de determinar con exactitud como podría parecer y el número total de huesos que se describen en los textos de anatomía es variable dependiendo de las consideraciones de cada autor, citándose en ocasiones hasta 219 huesos sin contar los sesamoideos. En la siguiente descripción se citan los 206 huesos independientes del adulto y su ubicación según las cifras más generalmente aceptadas.
| Estructura          | Huesos | Nombres |
| ------------------- | ------ | --- |
| Cráneo              | 8      | Frontal, 2 parietales, 2 temporales, occipital, esfenoides, etmoides                                                            |
| Cara                | 14     | 2 hueso nasales, 2 maxilar superiores, 2 cigomáticos, 2 lagrimales, 2 palatinos, 2 cornetes inferiores, vómer, maxilar inferior |
| Hioides             | 1      | Hueso hioides |
| Oído                | 6      | 2 martillos, 2 yunques y 2 estribos                                                                                             |
| Columna             | 26     | 7 cervicales, 12 dorsales, 5 lumbares, sacro, coxis                                                                             |
| Tórax               | 25     | 24 costillas y esternón |
| Cintura escapular   | 4      | 2 escápulas y 2 clavículas |
| Miembros superiores | 60     | 2 húmeros, 2 cúbitos, 2 radios, 16 carpianos, 10 metacarpianos, 28 falanges.                                                    |
| Cintura pélvica     | 2      | 2 coxales (fusión de ilion, isquion y pubis)                                                                                    |
| Miembros inferiores | 60     | 2 fémures, 2 rótulas, 2 tibias, 2 peronés, 14 tarsianos, 10 metatarsianos, 28 falanges                                          |
| Total               | 206    | |

## Esqueleto axial y apendicular
Uno de los esquemas para el estudio del esqueleto humano lo divide en dos partes:
1. Esqueleto axial: está formado por el cráneo, columna vertebral, costillas y esternón. Constituye el eje del cuerpo y forma una fuerte estructura que protege al sistema nervioso central y los órganos situados en el interior del tórax: pulmones, corazón y grandes vasos sanguíneos.
2. Esqueleto apendicular: está formado por los huesos que forman la cintura escapular y cintura pelviana y los que constituyen las cuatro extremidades (brazos y piernas). Los huesos situados en las cinturas unen el esqueleto axial con el apendicular, es decir el tronco con las extremidades. La cintura escapular sirve de unión entre el tronco y la extremidad superior y la cintura pelviana une el tronco con la extremidad inferior, obsérvese que el concepto anatómico de cintura es diferente al uso que se le da a este término en la vida ordinaria.

## Dimorfismo sexual
Existen sutiles diferencias que permiten distinguir el esqueleto de un varón del de una mujer, sobre todo en el cráneo, el maxilar inferior y la pelvis. En general, los elementos esqueléticos femeninos tienden a ser más pequeños y menos robustos que los masculinos dentro de una misma población. La pelvis femenina presenta características que facilitan el parto, es más ancha y más baja que la masculina.

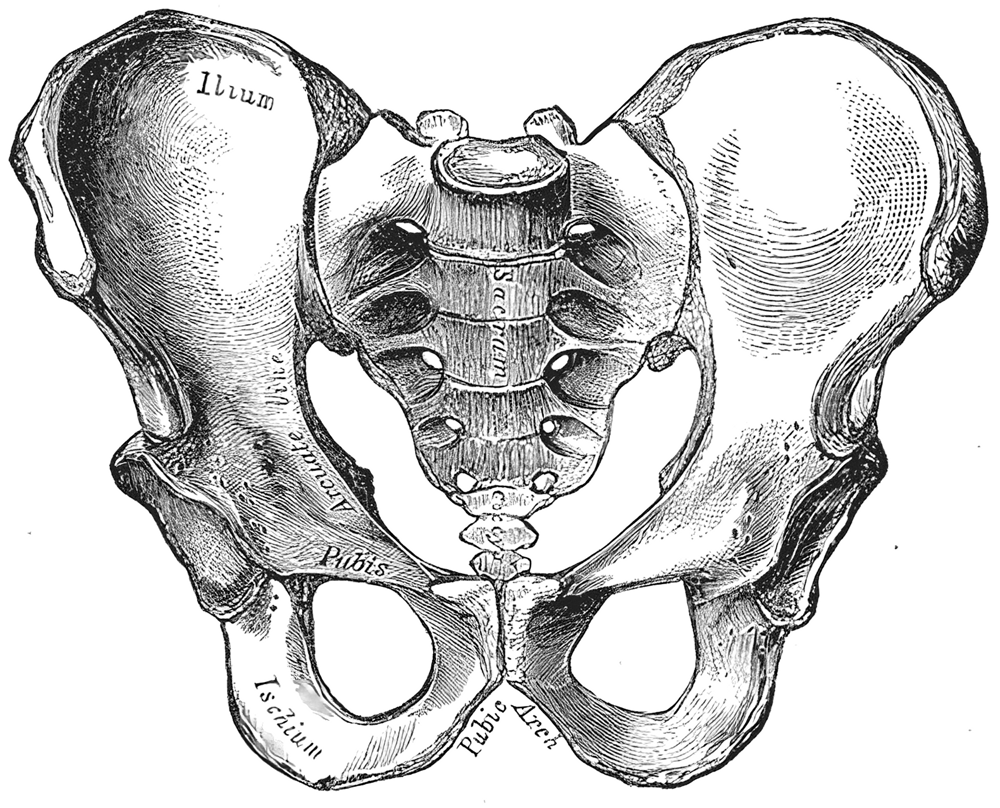
Pelvis masculina

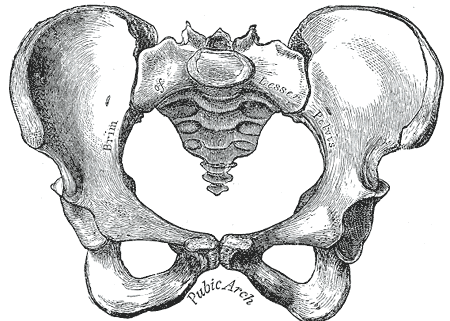
Pelvis femenina

## Tejido óseo

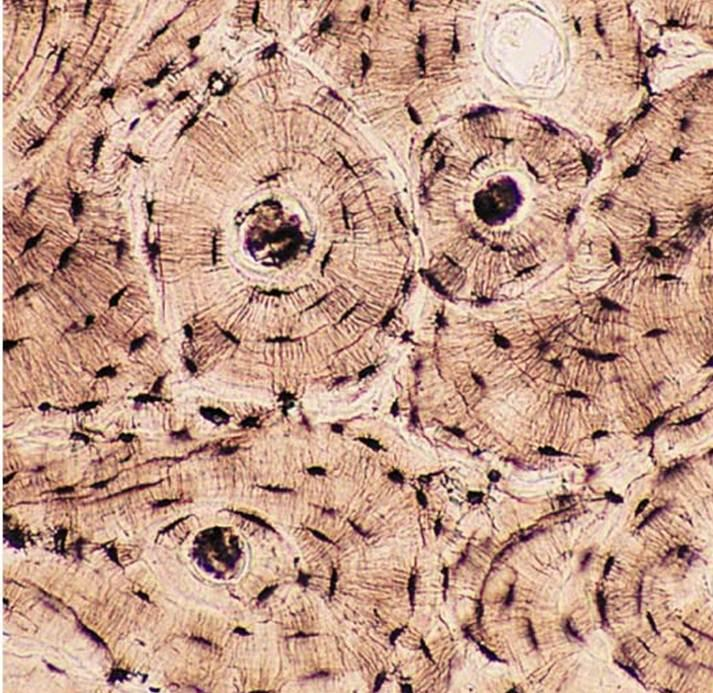
Imagen microscópica de una sección de tejido óseo compacto.

El tejido óseo es el que forma la mayor parte del esqueleto. Es un tejido dinámico que se modifica a lo largo de la vida y está formado por células y una matriz intercelular dura y resistente. La matriz ósea se compone de un 25 % de agua, 25 % de proteínas y 50 % de sales minerales, principalmente sales de calcio (hidroxiapatita cálcica y fosfato cálcico). Las células que lo componen son de 4 tipos:
- Células osteoprogenitoras. Son células precursoras que originan las restantes células del tejido óseo.
- Osteoblastos. Son células formadoras de hueso, continuamente secretan moléculas de glucoproteínas, mucopolisacáridos y tropocolágeno que forman una matriz que se mineraliza mediante el depósito de sales de calcio.
- Osteoclastos. Son células que degradan y reabsorben el hueso. Tienen por lo tanto la misión opuesta a los osteoblastos.
- Osteocitos. Son células maduras que proceden de los osteoblastos.

### Tipos de tejido óseo

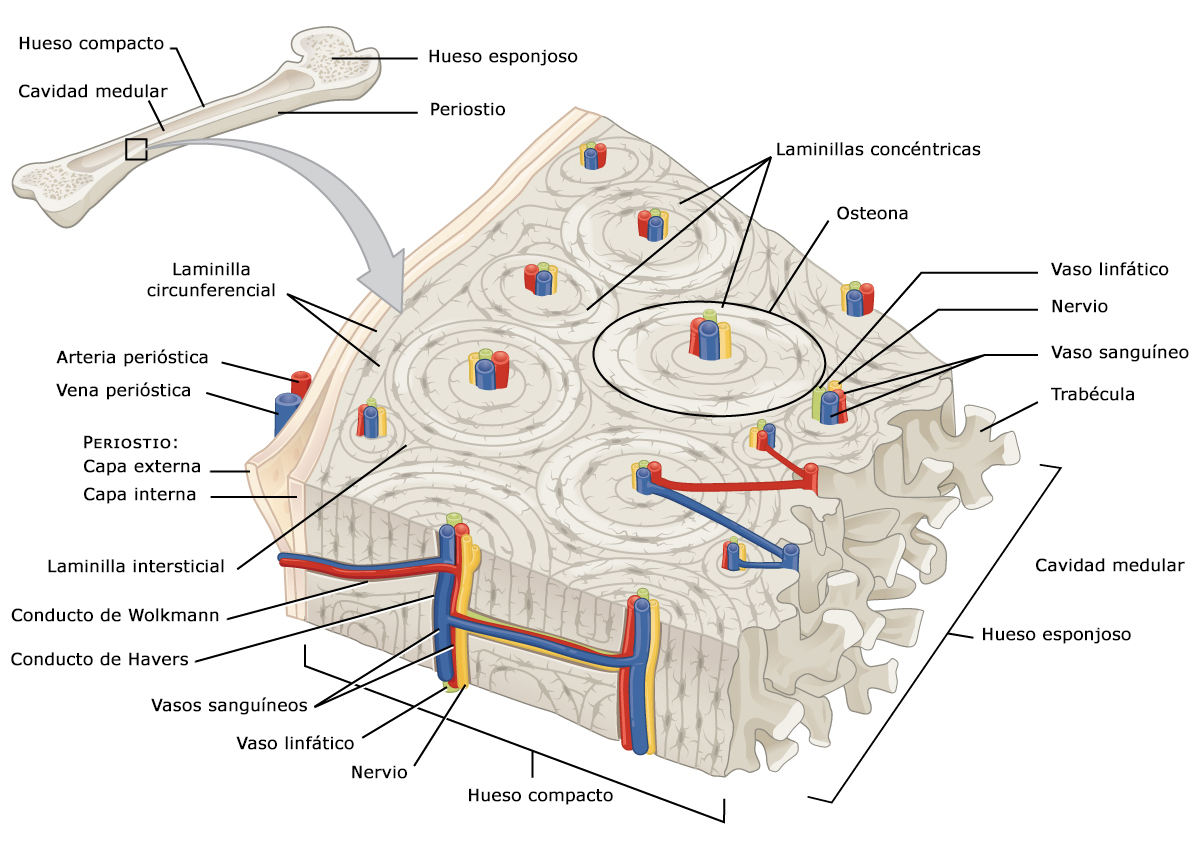
Estructura del tejido óseo compacto.

El tejido óseo puede ser de dos tipos: tejido óseo compacto y tejido óseo esponjoso.
- El tejido óseo compacto se encuentra en la diáfisis de los huesos largos, en el exterior e interior de los huesos planos y en distintas zonas del resto de los huesos. Está constituido por capas concéntricas de laminillas óseas que forman estructuras cilíndricas llamadas osteonas. En el centro de los osteonas se encuentran los conductos de Havers por donde transitan los vasos sanguíneos y los conductos de Volkmann que sirven para conectar varios conductos de Havers.
- El tejido óseo esponjoso se encuentra en las epífisis de los huesos largos y la región interior de la mayor parte de los demás huesos, incluyendo los huesos planos. Su aspecto es diferente a la del hueso compacto, posee laminillas intersticiales que se disponen de forma irregular formando pequeños tabiques que se llaman trabéculas, los cuales componen una estructura esponjosa en cuyos huecos se encuentra la médula ósea roja. La médula ósea roja es el lugar donde se forman las células constituyentes de la sangre, su correcto funcionamiento es esencial para el organismo.[21]

## Hormonas que actúan sobre el hueso
Diferentes hormonas actúan sobre el hueso y favorecen o frenan su crecimiento y mineralización.
- Hormona tiroidea: Estimula la osificación endocondral.
- Hormona del crecimiento o GH: Aumenta la formación de hueso, su exceso causa gigantismo.
- Calcitonina: Disminuye la reabsorción ósea y baja el nivel de calcio en la sangre.
- Paratohormona: Acelera la reabsorción ósea y aumenta el calcio en la sangre.
- Estrógenos: En la mujer facilitan la remineralización y evitan la reabsorción de hueso.
- Andrógenos: Producen una aceleración del crecimiento óseo. Sin embargo, el exceso de andrógenos en la etapa puberal causa también un cierre epifisario precoz por lo que la talla final adulta será más baja que la media.
- Vitamina D: Estimula el transporte activo de calcio y de fósforo a través del intestino. Su déficit favorece la pérdida de mineralización ósea y provoca osteoporosis u osteomalacia.[23]

## Enfermedades del sistema esquelético

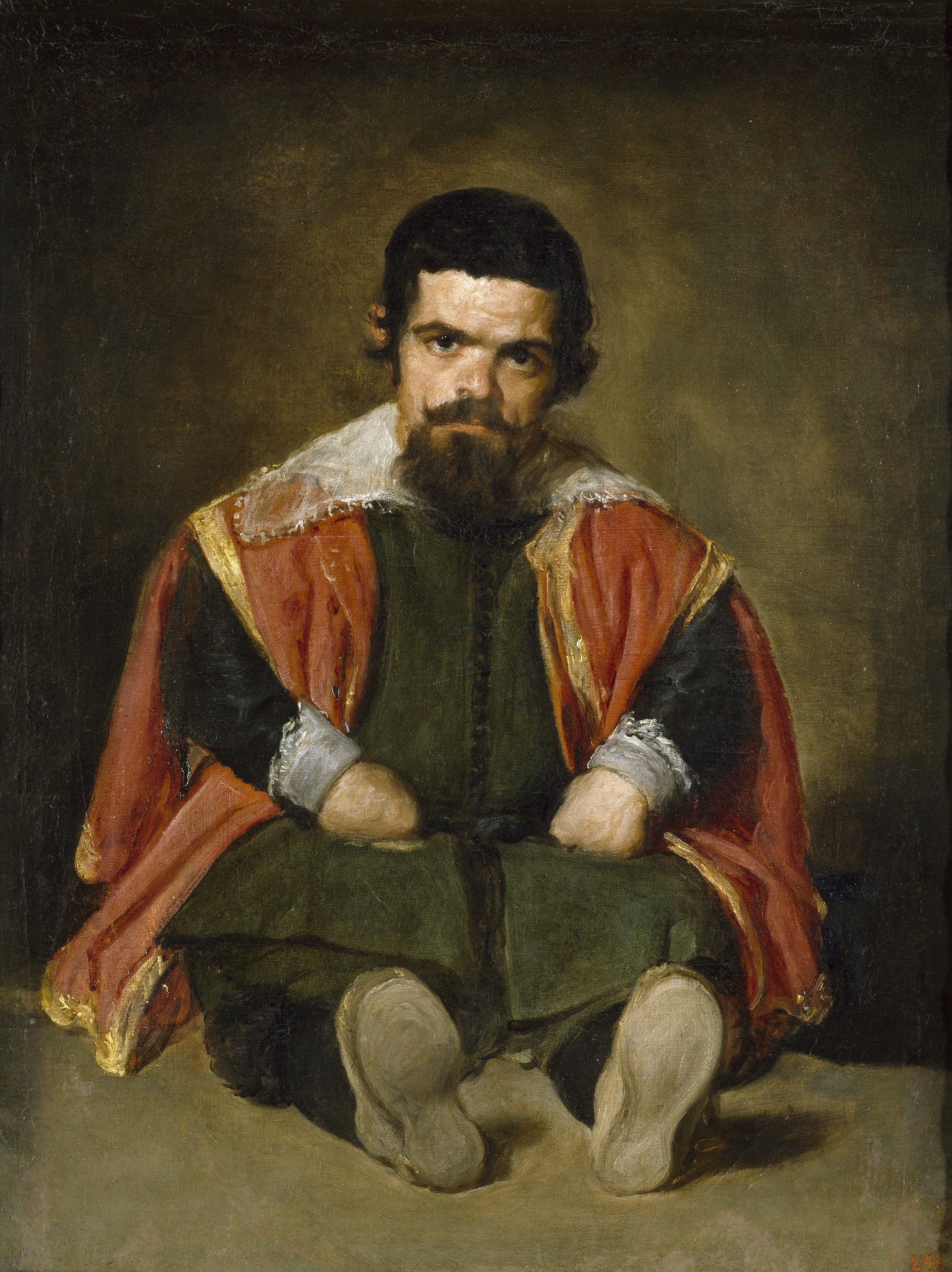
Don Sebastián de Morra, un bufón afectado por acondroplasia, pintado por Velázquez.

Debe distinguirse las enfermedades que afectan principalmente a los huesos de aquellas que alteran el funcionamiento de las articulaciones:

### Huesos
- Raquitismo. Esta enfermedad es propia de la infancia, se presenta con carencia de vitamina D.
- Fractura ósea. Consiste en la rotura de un hueso, generalmente causada por un traumatismo.
- Osteoporosis. Consiste en la pérdida de densidad del hueso por deficiente mineralización y pérdida de las proteínas óseas. Provoca fragilidad de la estructura y se producen fracturas sin traumas o por traumatismos leves.
- Osteomielitis. Infección que afecta al tejido óseo. Uno de los gérmenes que puede provocar osteomielitis es el bacilo de Koch, agente causante de la tuberculosis.
- Osteomalacia. Se produce una alteración en el hueso de tal forma que el depósito de sales de calcio es insuficiente. Por ello los huesos son débiles y se deforman con facilidad. Si afecta a niños en periodo de crecimiento se llama raquitismo. Una de las causas es el déficit de vitamina D.
- Cáncer óseo primario. Los tumores óseos pueden ser de diferentes tipos, entre ellos el osteosarcoma y el condrosarcoma.
- Osteogénesis imperfecta. Enfermedad congénita que provoca huesos propensos a la fracturas y de escasa resistencia. Se debe a la falta de producción de una de las proteínas que forman la matriz ósea.
- Acromegalia. Se debe a aumento en la producción de hormona del crecimiento, lo que provoca que los huesos aumenten de tamaño de forma descontrolada.
- Acondroplasia. Enfermedad de origen genético que provoca enanismo por disminución en la longitud de los huesos, sobre todo los de las extremidades.

### Articulaciones
- Artritis. 
  - Artritis reumatoide. Enfermedad inflamatoria de origen autoinmune, caracterizada por inflamación persistente de las articulaciones. Afecta con mayor frecuencia a las pequeñas articulaciones de manos y pies
  - Artritis psoriásica. Proceso inflamatorio de las articulaciones asociado a la psoriasis.
  - Artritis gotosa. Se produce por depósito de ácido úrico.
- Artrosis. Enfermedad degenerativa muy frecuente en personas de edad media o avanzada que afecta a las articulaciones.
- Coccigodinia.[25][26]